# Berschweiler (Heusweiler)
Berschweiler ist ein Ortsteil von Heusweiler.

## Geschichte
Der Namensteil Weiler, welcher von dem römischen Villare abzuleiten ist, lässt auf eine erste Besiedlung zwischen 800 und 1200 n. Chr. schließen. In der 1542 stattgefunden sogenannten Türkenschatzung ist die "Bersweyller Meigerey" mit vier Haushaltungen gelistet. Aus einer Bestandsaufnahme aus dem Jahre 1757 ist zu entnehmen, dass in Berschweiler zum damaligen Zeitpunkt sieben Familien, eine Witwe und zwei Hintersassen wohnten. Alle Einwohner waren Leibeigene des Saarbrücker Fürstenhauses und lebten von der Landwirtschaft. Im Ort gab es neben den zehn Häusern bereits eine Mühle, die spätere Berschweiler Ölmühle. 1793 hob Fürst Ludwig die Leibeigenschaft auf und beendete so die vierhundertjährige Herrschaft des Saarbrücker Fürstenhauses. 1798 errichteten die Franzosen das "Département de la Sarre", womit alle Orte zu eigenen Gemeinden wurden. Die "Commune de Berschweiler" war nun selbstständig und wurde 1809 in der "Classement Parcellaire et Évaluation" mit 15 Häusern sowie zwei Mühlen aufgelistet.
1815, nach dem zweiten Pariser Frieden, wurden alle Territorien der Grafschaft Nassau-Saarbrücken Besitz des Königreichs Preußen. Berschweiler gehörte zwar von nun an zur Bürgermeisterei Heusweiler, blieb aber selbständig und bildete einen eigenen Gemeinderat mit Gemeindevorsteher. Ausgelöst durch die beiden neuen Gruben in Dilsburg und Göttelborn erlebte Berschweiler ein Bevölkerungswachstum. So kam es, dass Berschweiler 1864 eine eigene Schule erbaute.
1918 zählte die Gemeinde Berschweiler 237 Einwohner. Nachdem Berschweiler 1921 dem Zweckverband Weiherzentrale beitrat, erhielt es 1923 elektrischen Strom. Im März 1924 gründeten Johann Weyland und Konrad Groß einen eigenen SPD-Ortsverband. 1936 wurde Berschweiler gemeinsam mit den Gemeinden Heusweiler, Bietscheid, Dilsburg, Hirtel und Rittershof zur Gesamtgemeinde Heusweiler zusammengeschlossen.
Mit der Eingliederung ins "Deutsche Reich", infolge der Volksabstimmung vom 13. Januar 1935, blieb auch Berschweiler nicht von der nationalsozialistischen "Gleichschaltung" verschont. Da Berschweiler im Zweiten Weltkrieg inmitten des Westwalls lag, wurden ab 1938 einige Bunker errichtet. Mit dem Bau dieser kamen viele Menschen in das Dorf. Glücklicherweise fanden in Berschweiler keine Kampfhandlungen statt. 1937 wurde in Berschweiler auf dem Gelände des heutigen Bauhofs ein Reichsarbeitsdienstlager errichtet.

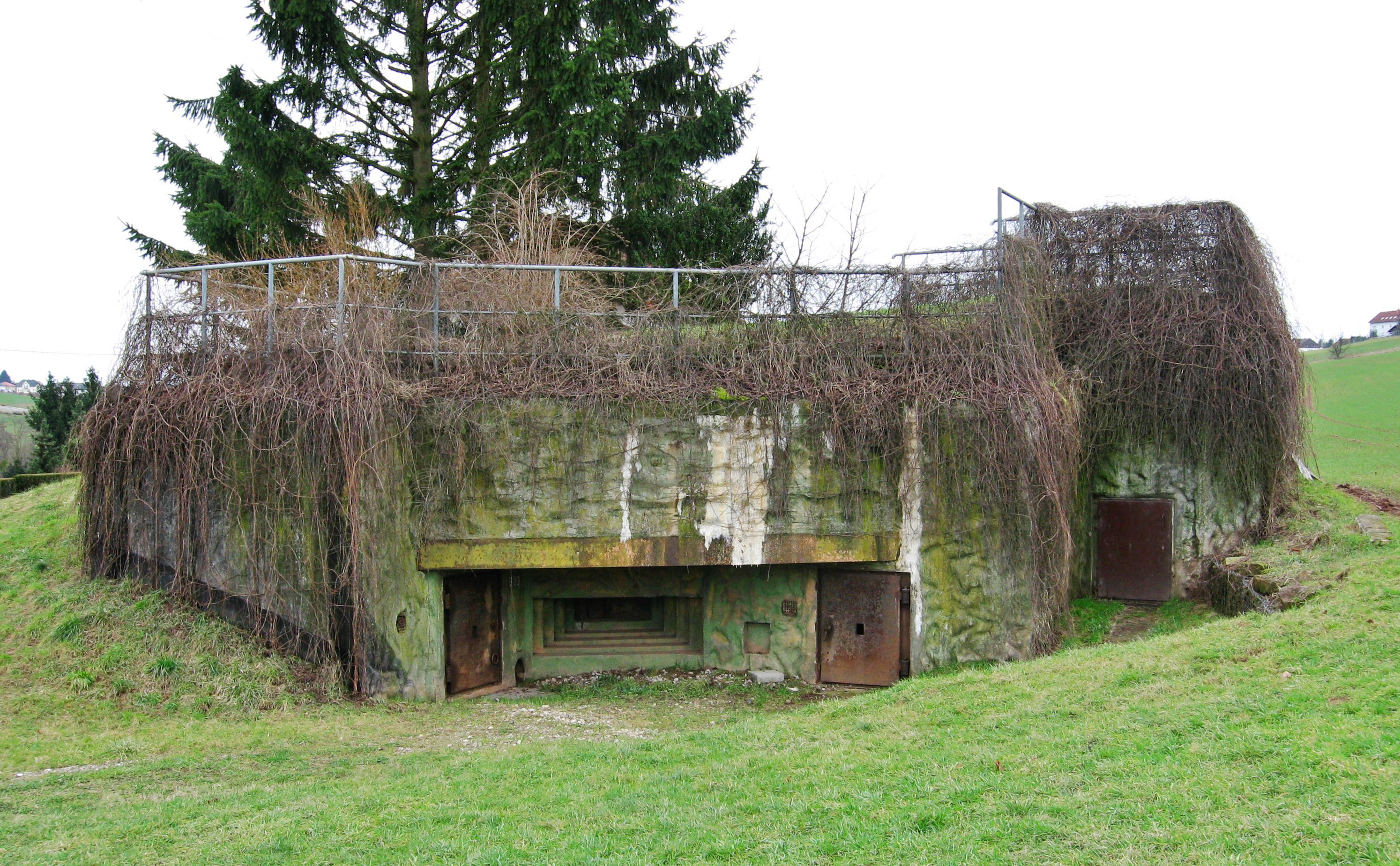
Einer der Bunker in Berschweiler

In der Nachkriegszeit war die Landwirtschaft und der Bergbau von besonderer Bedeutung. Demzufolge brachte die Montankrise verheerende Folgen für Berschweiler mit sich. Die Zahl der Berschweiler Bergleute sank auf null. Seit dem verschlechterte sich die Infrastruktur immer mehr. Seit Anfang des zwanzigsten Jahrhunderts gibt es in Berschweiler weder einen Bäcker, noch eine Gaststätte, geschweige denn irgendein anderes Geschäft.

## Sehenswürdigkeiten

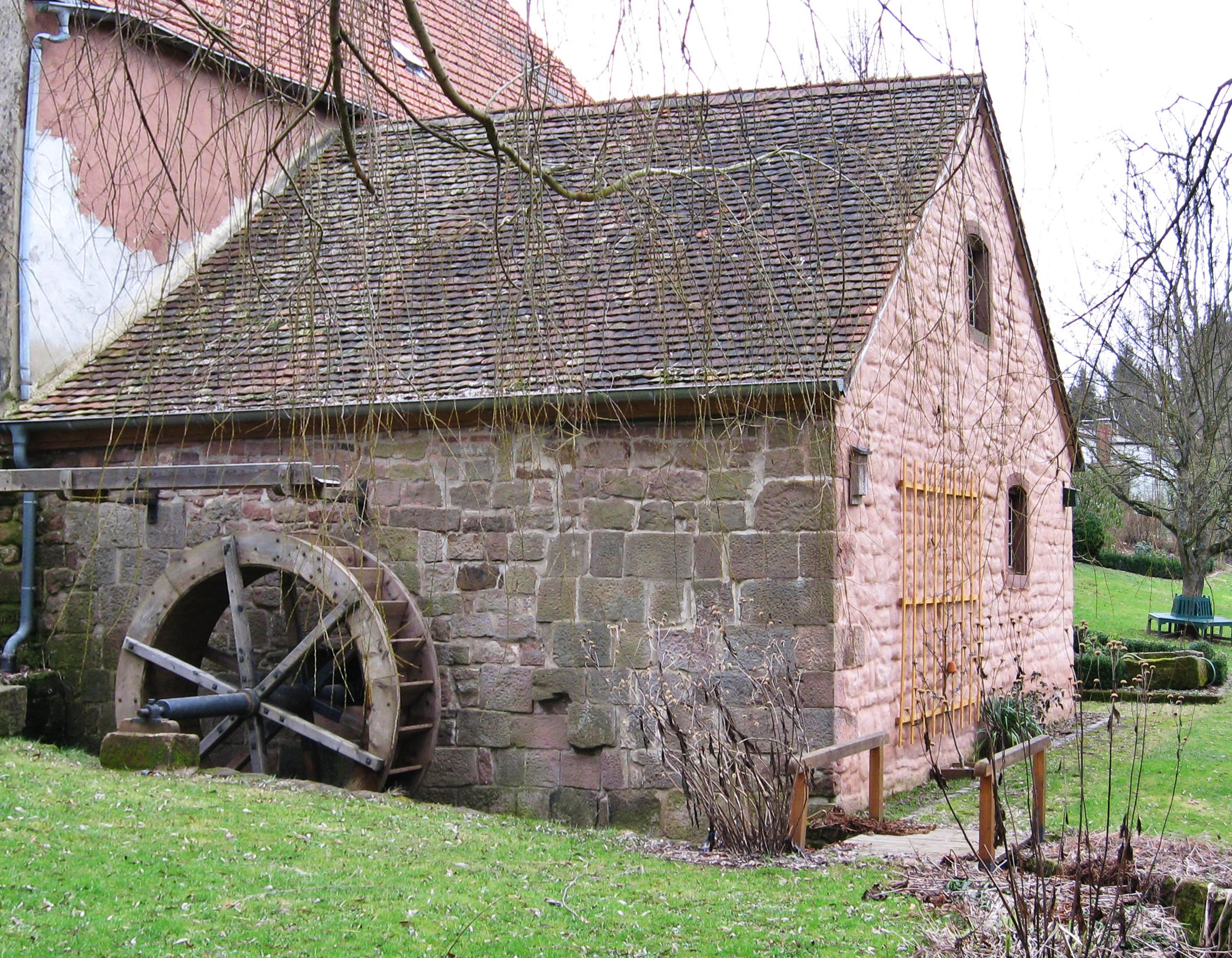
Die Berschweiler Ölmühle

Sehenswert ist die zwischen 1767 und 1779 erbaute Ölmühle Berschweiler. Sie ist zwar seit 1939 nicht mehr in Betrieb, ist jedoch noch fast vollständig erhalten. Sie steht seit 1979 unter Denkmalschutz. Deren Sanierung wurde 2006 mit dem saarländischen Denkmalpflegepreis geehrt.
1938 wurde die Westwallbefestigung WH333 erbaut. Dieser Bunker ist mit einem Kampfstand ausgestattet und wurde primär als Mannschaftsunterstand genutzt. Der Heimatkundliche Verein Köllertal e.V. organisiert regelmäßig Besichtigungen.

## Wirtschaft und Infrastruktur
Durch Berschweiler verläuft die Landstraße L265. Weiterhin ist Berschweiler an die L141 angeschlossen. Der Gemeindebauhof Berschweiler ist einer der größten des Saarlandes.

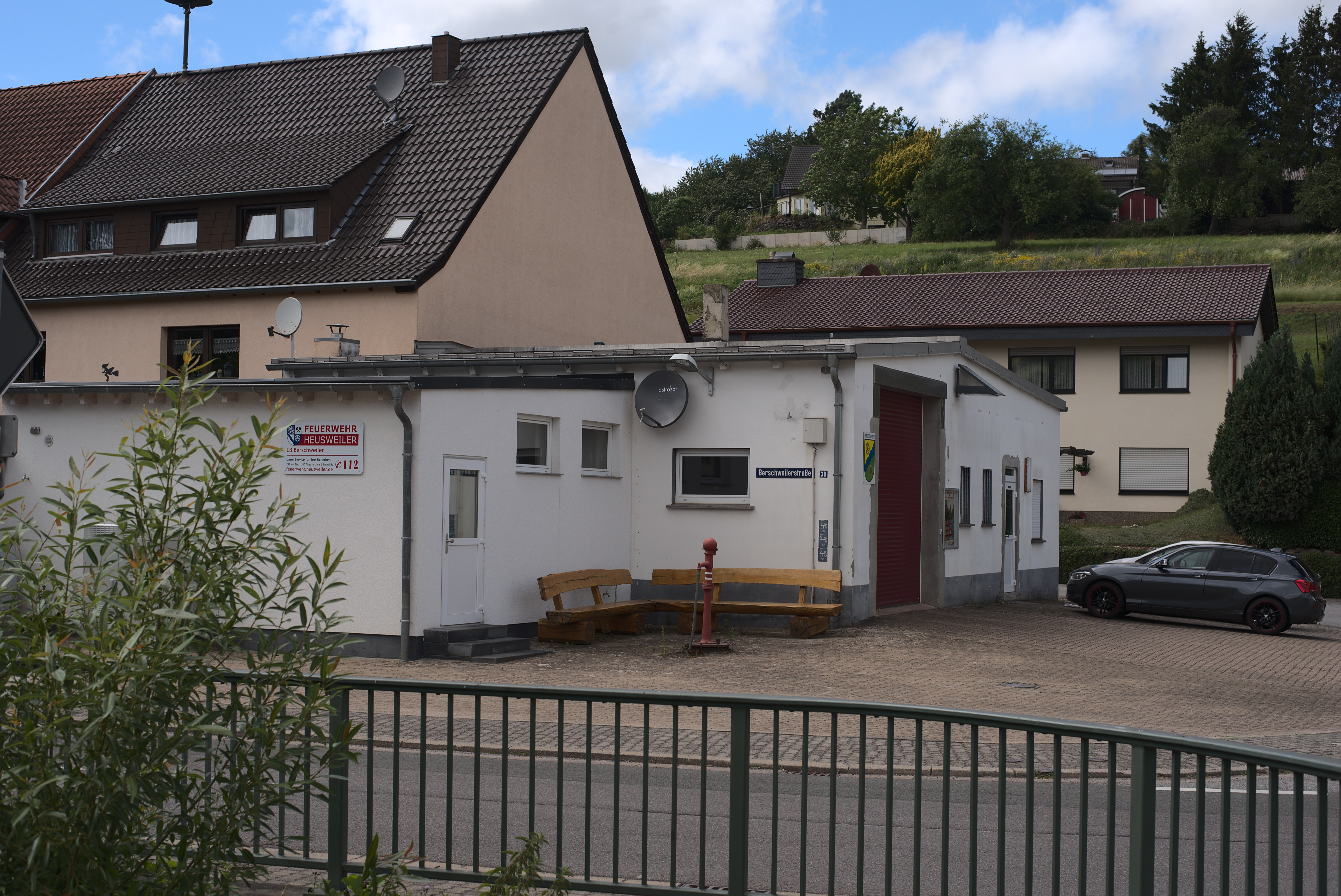
Die Feuerwehr in Berschweiler

Die Berschweiler Feuerwehr wurde 1924 gegründet. Während des Zweiten Weltkrieges musste diese häufig ausrücken um Brände im, im Dorf gelegenen, Reichsarbeitsdienstlager oder durch Brandbomben verursachte Brände zu löschen. 1968 wurde das heutige Feuerwehrhaus erbaut und am 4. August desselben Jahres eingeweiht. 2016 wurde dieses renoviert und erweitert.

## Regelmäßige Veranstaltungen
Die Feuerwehr Berschweiler veranstaltet jährlich u. a. ein gut besuchtes, nicht nur lokal bekanntes, Sankt Martins Fest inklusive Umzug und Martinsfeuer.